# دهکده یونیتی (گویان)
دهکده یونیتی (انگلیسی: Unity Village)؛ روستایی در ناحیه ساحلی شرق منطقه دمرارا گویان است. این روستا از این‌رو قابل توجه است که زادگاه Shivnarine Chanderpaul، کاپیتان سابق تیم کریکت هند غربی و بهارات جاگدئو، رئیس جمهور سابق گویان است.